# Night Mail
Night Mail és una pel·lícula documental anglesa de 1936 dirigida i produïda per Harry Watt i Basil Wright i produïda per la General Post Office (GPO) film unit. La pel·lícula de 24 minuts documenta el tren postal nocturn operat pel London, Midland and Scottish Railway (LMS) de Londres a Glasgow i el personal que l'opera. Narrada per John Grierson i Stuart Legg, la pel·lícula acaba amb un "comentari en vers" escrit per WH Auden i la banda sonora és del compositor Benjamin Britten. La locomotora presentada a la pel·lícula és la Royal Scot Class 6115 Scots Guardsman.
Night Mail es va estrenar el 4 de febrer de 1936 al Cambridge Arts Theatre de Cambridge, Anglaterra en un programa de llançament per al local. El seu llançament general va obtenir elogis crítics i es va convertir en un clàssic molt imitat per anuncis i curtmetratges moderns. Night Mail és considerada àmpliament una obra mestra del British Documentary Film Movement. Una seqüela va ser llançada el 1987 amb el títol Night Mail 2.